# Битка при Стафарда
Битката при Стафарда (на италиански: Battaglia di Staffarda) е сражение от Деветгодишната война, състояло се на 18 август 1690 г. в областта Пиемонт, Северна Италия. Френският генерал Никола Катина побеждава армията на херцог Виторио Амедео ІІ и завзема голяма част от Савойското херцогство.

## Предистория
Деветгодишната война започва през септември 1688 г. с нападението на Франция срещу Пфалц. Срещу Луи ХІV се образува коалиция от Испания, Съединените провинции, Австрия и някои германски държави (т. нар. Аугсбургска лига). Към нея през 1689 г. се присъединява Англия, а през 1690 г. – Савоя. Така лигата прераства в далеч по-силния Велик съюз.
Съюзниците оценяват ролята на Савоя високо. Според тях тя е най-добрата врата за нахлуване във Франция. Луи ХІV също цени малкото херцогство и се стреми да го превърне в свой васал. В началото на 1690 г. той предлага Савоя да отдели половината си армия и да я изпрати във Фландрия или да съдейства на генерал Катина да атакува испанското владение Милано. Усещайки насвисналата опасност, Виторио Амедео ІІ предпочита да застане на страната на неговите врагове. Когато Англия му обещава субсидии, а Испания – военна подкрепа, на 4 юни херцогът обявява война. Неговата миниатюрна армия от 8 000 души трябва да бъде поне двойно увеличена, за да се надява да спре французите.

## Битката
Савойците са изправени пред сериозен проблем – още от Тридесетгодишната война Луи разполага с една крепост на изток от Алпите (Пинероло) и няма как планината да бъде използвана като естествена бариера. През юли Катина поема командването на френските сили (едва 12 000 души), докато Виторио Амедео е подкрепен от 10 000 испанци и вече разполага с 18 000. Въпреки това инициативата от самото начало е у французите. Те преминават в Пиемонт (долината на река По), докато други техни войски покоряват географската област Савоя, разположена на запад от Алпите. Само силната крепост Монмелян продължава да се съпротивлява. Така стратегически възможността за инвазия във Франция много намалява.
При Виторио Амедео идва неговият братовчед, известният по-късно Евгений Савойски. Въпреки неговото несъгласие, херцогът решава да използва надмощието си в хора, за да обкръжи и разгроми армията на Катина. Той е подведен от факта, че една малка френска част е разбита лесно при Лусерна. И когато Катина тръгва на юг, за да завземе град Салуцо, савойско-испанските сили го пресрещат при малкото абатство Стафарда. В този район река По е образувала блата, премесени с гъсти гористи участъци. Савойският херцог разчита на това като естествена защита, но атаката на французите е толкова добре планирана и проведена, че армията му претърпява недвусмислено поражение. Само намесата на Евгений, който командва конницата, спасява съюзниците от пълна катастрофа.
Виторио Амедео изгубва 4 000 души и почти цялата си артилерия (12 оръдия), а френските войски дават 2000 убити.

## Последици
Поражението на савойците има много по-големи последици отколкото може да се очаква от самата битка. Духът на армията им е пречупен, испанците са обхванати от колебания и страх. Малко по-късно пристигат 5 000 австрийци, които откриват, че нищо не могат да направят. Катина завзема ключови кррепости (Салуцо, Суза) и контролира повече от половината херцогство. Виторио Амедео се вижда принуден да свика нова мобилизация и да създаде доброволни отряди (милиция), за да отблъсне французите. Но не това, а трудностите в армията на победителите (снабдяване, болести) попречват на Катина да изпълни най-смелото желание на Луи ХІV – да превземе Торино и да извади Савоя от войната още с първата кампания. Ето защо военните действия в Северна Италия се проточват с години и въпреки новите си победи (при Марсаля през 1693) френският генерал (а после и маршал) не успява да пречупи савойската съпротива чак до 1696 г. Тогава с договора от Торино Виторио Амедео минава на френска страна и дава дъщеря си Мари Аделаид за жена на Луи дьо Бургон, внук на краля.
Победата на французите при Стафарда е увековечена от медал на Луи ХІV, издаден през същата 1690 г.